# 핑크퐁 시네마 콘서트: 우주대탐험
《핑크퐁 시네마 콘서트: 우주대탐험》은 2020년 1월 30일에 개봉한 대한민국의 애니메이션 영화이다. 전 세계 18개국 넷플릭스에서 10위권을 기록했으며 미국에서는 영화 부문 일일 랭킹 5위를 차지한 바 있다.

## 캐스팅
- 조경이: 핑크퐁 역
- 김서영: 아기상어 역